# Nhà thờ Asam (München)

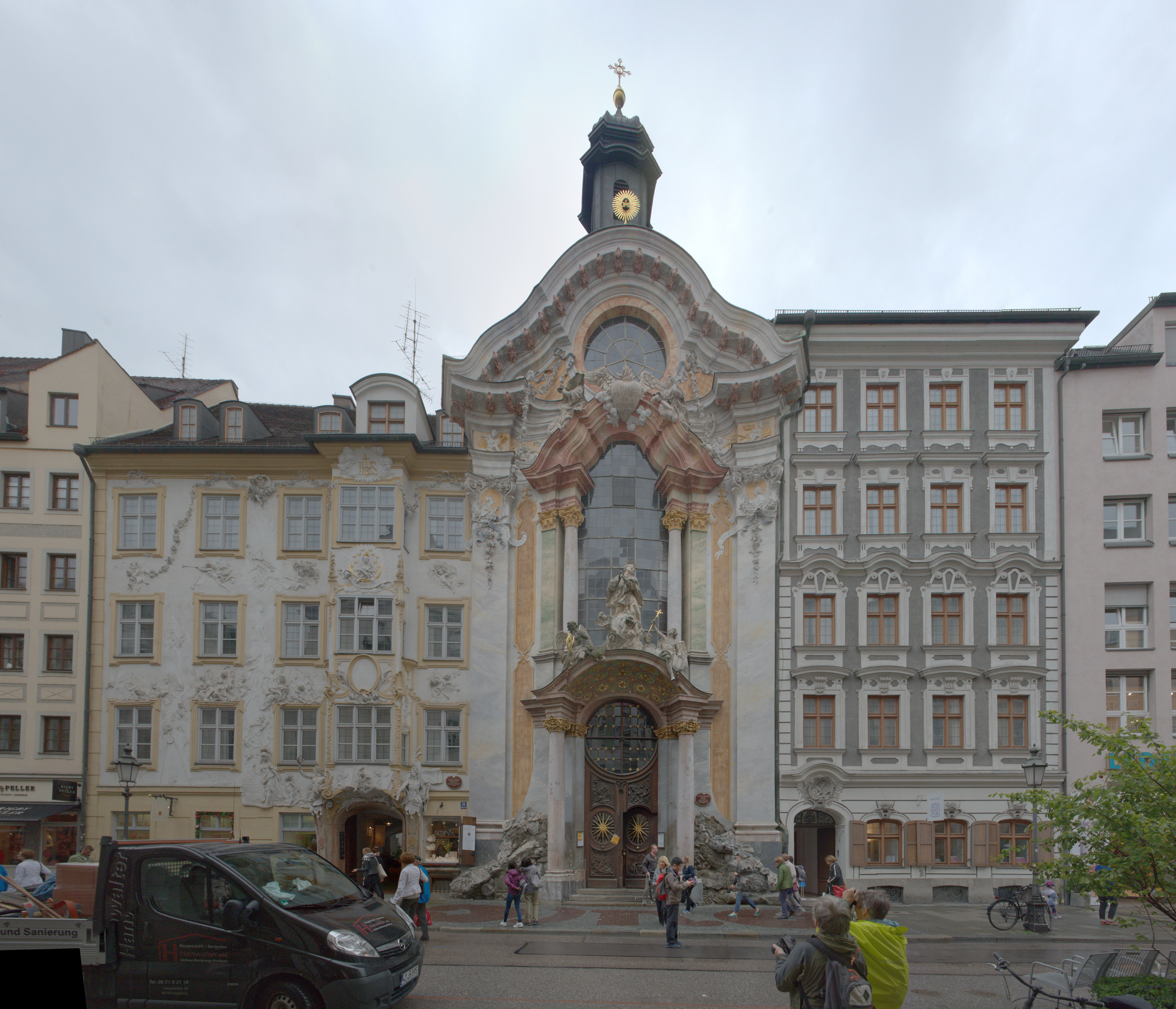
Nhà thờ Asam

Nhà thờ Asam (tên gọi chính thức Nhà thờ Thánh Johann Nepomuk) trong thành phố München được hai anh em Asam (Cosmas Damian Asam và Egid Quirin Asam) cho xây trong khoảng thời gian 1733-1746. Nhà thờ này được xem là một trong các công trình xây dựng quan trọng nhất của hai trường phái đại diện cho kiến trúc cuối thời Baroque tại Nam Đức. Nhà thờ này đầu tiên được định xây dựng làm nhà cầu nguyện cho anh em Asam, nhưng sau đó, do Egid Quirin Asam trong khoảng thời gian 1729-1733 đã có thể mua được nhiều mảnh đất kế cận nhà ở, ông đã cùng với người anh em Cosmas Damian cho kiến lập ngôi Nhà thờ Thánh Johann Neomuk. Tuy dự định là một ngôi nhà thờ tư nhân nhưng do có sự phản đối của người dân nên anh em Asam đã phải biến nhà thờ này thành một nhà thờ công cộng.
Nhà thờ Thánh Johann Nepomuk hình thành trên một khoảng đất rất chật hẹp, diện tích bề mặt chỉ là 22 m x 8 m. Chính từ đó mà có thể thấy được kỳ công của kiến trúc sư và người xây dựng đã có thể tạo được sự kết hợp hài hòa giữa kiến trúc, hội họa và điêu khắc. Không gian bên trong nhà thờ được chia làm ba theo chiều thẳng đứng với độ sáng tăng dần từ dưới lên cao. Phần dưới với ghế ngồi cho người cầu nguyện là nơi tương đối tối, tượng trưng cho nỗi thống khổ của thế giới. Phần giữa mang màu sắc trắng xanh là phần tượng trưng cho hoàng đế. Phần trên cùng với bích họa trần và được chiếu sáng gián tiếp hiến dâng cho Thiên Chúa và vĩnh cửu. Phía dưới của tủ đựng bánh thánh là hài cốt của Thánh Johann Nepomuk.
So với một nhà thờ kiểu Baroque thường được phân chia một cách rất nghiêm ngặt thì Nhà thờ Asam có một vài điểm đặc biệt do là nhà thờ tư nhân: Nhà thờ hướng về phía tây thay vì thông thường là hướng đông. Thêm vào đó, chiếc thập tự giá đối diện với bục giảng đạo được treo quá thấp. Trong các nhà thờ Baroque thập tự giá cần phải treo cao hơn bục giảng đạo để người giảng đạo phải ngước lên nhìn Chúa Giê-su. Trong một cuộc bỏ bom năm 1944, chỗ ngồi của đội đồng ca đã bị hư hại nặng. Trong đợt tu bổ 1975 đến 1983, nơi này được tái kiến thiết lại theo hình ảnh giả thiết sau khi nghiên cứu các tài liệu trong lịch sử.